# World Hockey Association
Die World Hockey Association war eine Eishockeyliga in Nordamerika, die von 1972 bis 1979 bestand. Ähnlich wie die American Basketball Association im Basketball, mit der sie auch das Führungspersonal gemein hatte, verdankte sie ihren Erfolg ihrem aggressiven Eindringen in die Märkte der National Hockey League, ihren innovativen Methoden und ihrer liberalen Spielerpolitik. Während die NHL sich vornehmlich auf nordamerikanische Spieler konzentrierte, öffnete die WHA auch den Europäern die Tür. Auch wurden Spielerwechsel wesentlich erleichtert. Viele Größen des Eishockeys spielten in der WHA, darunter Bobby Hull, Gordie Howe, Wayne Gretzky, Mark Messier, J. C. Tremblay, Gerry Cheevers und Bernie Parent. Zu den Innovationen der WHA gehörten (für damalige Verhältnisse) „knallige“ Spielkleidung, ein gesundes Maß an körperlicher Härte und der in den 1990er Jahren von der NHL aufgegriffene Puck mit dem Chip, der im Fernsehen besser zu sehen sein sollte. 1979 war die Liga finanziell am Ende. Vier der sechs Teams traten der NHL bei: die Edmonton Oilers, die New England Whalers (als Hartford Whalers), die Québec Nordiques und die Winnipeg Jets. Den Birmingham Bulls und den Cincinnati Stingers wurden Entschädigungen gezahlt.

## Teams der WHA
- Alberta Oilers (1972–1973), Edmonton Oilers (1973–1979)
- Chicago Cougars (1972–1975)
- Cincinnati Stingers (1975–1979)
- Cleveland Crusaders (1972–1976)
- Denver Spurs (1975), Ottawa Civics (1976)
- Houston Aeros (1972–1978)
- Indianapolis Racers (1974–1978)
- Los Angeles Sharks (1972–1974), Michigan Stags (1974–1975), Baltimore Blades (1975)
- Minnesota Fighting Saints (1972–1977)
- New England Whalers (1972–1979) (1972–1974 in Boston, 1974 in Springfield, ab 1975 in Hartford)
- New York Raiders (1972–1973), New York Golden Blades (1973), Jersey Knights (1973–1974), San Diego Mariners (1974–1977)
- Ottawa Nationals (1972–1973), Toronto Toros (1973–1976), Birmingham Bulls (1976–1979)
- Philadelphia Blazers (1972–1973), Vancouver Blazers (1973–1975), Calgary Cowboys (1975–1977)
- Phoenix Roadrunners (1974–1977)
- Québec Nordiques (1972–1979)
- Winnipeg Jets (1972–1979)

## Die verbliebenen Teams
Mit den Edmonton Oilers, den Québec Nordiques, den Winnipeg Jets und den New England Whalers traten vier WHA-Teams der NHL bei. Die New England Whalers starteten in ihre erste Saison als Hartford Whalers. Die Teams konnten relativ schnell Fuß fassen. So gewannen die Edmonton Oilers bereits 1984 ihren ersten Stanley Cup und ließen bis 1990 noch vier weitere folgen. 1995 zogen die Québec Nordiques nach Denver um und spielten fortan als Colorado Avalanche. 1996 folgten die Winnipeg Jets dem Beispiel und wurden zu den Phoenix Coyotes. Bei den Hartford Whalers kam es 1997 zum Umzug nach North Carolina und zur Umbenennung in Carolina Hurricanes. Nur die Edmonton Oilers sind von den ehemaligen WHA-Teams noch in ihrer alten Heimatstadt. Mit den Colorado Avalanche gelang es dem zweiten WHA-Team den Stanley Cup zu gewinnen. Und im Jahr 2006 kam es zu einer Premiere, als mit den Edmonton Oilers und den Carolina Hurricanes zwei Teams der WHA im Stanley-Cup-Finale aufeinander trafen. Die Hurricanes konnten das Finale für sich entscheiden.
1994 wurden die Houston Aeros neugegründet, die zuerst in der IHL und seit derer Auflösung seit 2001/02 in der AHL spielen. Das aktuelle Team hat jedoch nichts zu tun mit dem Team der WHA. Die Namenswahl ist als Hommage an den zweimaligen Gewinner der WHA-Meisterschaft gedacht.

## Avco World Trophy
Die Meister der WHA erhielten die nach dem Avco-Konzern benannte Avco World Trophy. Die Sieger waren:
- 1973 New England Whalers
- 1974 Houston Aeros
- 1975 Houston Aeros
- 1976 Winnipeg Jets
- 1977 Québec Nordiques
- 1978 Winnipeg Jets
- 1979 Winnipeg Jets

## Auszeichnungen und Trophäen
Insgesamt vergab die WHA im Saisonverlauf neun Trophäen für Mannschaften, Spieler und Trainer. Sie erlangten jedoch nie den Stellenwert der Trophäen, die in der National Hockey League, dem großen Konkurrenten der WHA, vergeben werden.
| Mannschaftstrophäen                                   |                                             |      |                                |            |                                                                                            |
| Name                                                  | Verleihungsgrund                            | Foto | Namensgeber                    | Verleihung | Rekordgewinner Anmerkungen                                                                 |
| Avco World Trophy                                     | - Gewinner der WHA-Playoffs                 |      | Avco Corporation (als Sponsor) | 1972–1979  | - Winnipeg Jets (3) - Houston Aeros (2)                                                    |
| Spieler- und Trainertrophäen                          |                                             |      |                                |            |                                                                                            |
| Name                                                  | Verleihungsgrund                            | Foto | Namensgeber                    | Verleihung | Rekordgewinner Anmerkungen                                                                 |
| Gary L. Davidson Award Gordie Howe Trophy             | - Wertvollster Spieler der regulären Saison |      | Gordie Howe                    | 1972–1979  | - Bobby Hull (2) - Marc Tardif (2) - von 1972 bis 1975 als Gary L. Davison Award verliehen |
| Bill Hunter Trophy                                    | - Bester Scorer der regulären Saison        |      | Bill Hunter                    | 1972–1979  | - Réal Cloutier (2) - André Lacroix (2) - Marc Tardif (2)                                  |
| Lou Kaplan Trophy                                     | - Bester Rookie der regulären Saison        |      | Lou Kaplan                     | 1972–1979  | - je zweimal erhielten Spieler der Winnipeg Jets und New England Whalers die Auszeichnung  |
| Ben Hatskin Trophy                                    | - Bester Torhüter der regulären Saison      |      | Ben Hatskin                    | 1972–1979  | - Ron Grahame (2)                                                                          |
| Dennis A. Murphy Trophy                               | - Bester Verteidiger der regulären Saison   |      | Dennis A. Murphy               | 1972–1979  | - J. C. Tremblay (2)                                                                       |
| Paul Deneau Trophy                                    | - Fairster Spieler der regulären Saison     |      | Paul Deneau                    | 1972–1979  | - Dave Keon (2)                                                                            |
| Howard Baldwin Trophy Robert Schmertz Memorial Trophy | - Bester Trainer der Saison                 |      | Howard Baldwin                 | 1972–1979  | - Bill Dineen (2) - 1975 in Robert Schmertz Memorial Trophy umbenannt                      |
| WHA Playoff MVP                                       | - Wertvollster Spieler der WHA-Playoffs     |      |                                | 1974–1979  | - Drei der fünf Verleihungen gewannen Spieler der Winnipeg Jets                            |

## Rekorde
| Tore  | Tore           | Tore |
| Platz | Spieler        | Tore |
| ----- | -------------- | ---- |
| 1.    | Marc Tardif    | 316  |
| 2.    | Bobby Hull     | 303  |
| 3.    | Réal Cloutier  | 283  |
| 4.    | André Lacroix  | 251  |
| 5.    | Anders Hedberg | 236  |
| 6.    | Serge Bernier  | 230  |
| 7.    | Tom Webster    | 220  |
| 8.    | Danny Lawson   | 218  |
| 9.    | Robbie Ftorek  | 216  |
| 10.   | Mark Howe      | 208  |

| Vorlagen | Vorlagen            | Vorlagen |
| Platz    | Spieler             | Vorlagen |
| -------- | ------------------- | -------- |
| 1.       | André Lacroix       | 547      |
| 2.       | J. C. Tremblay      | 358      |
| 3.       | Marc Tardif         | 350      |
| 4.       | Ulf Nilsson         | 344      |
| 5.       | Serge Bernier       | 336      |
| 6.       | Bobby Hull          | 335      |
| 7.       | Gordie Howe         | 334      |
| 8.       | Christian Bordeleau | 325      |
| 9.       | Robbie Ftorek       | 307      |
| 10.      | Mark Howe           | 296      |

| Punkte | Punkte              | Punkte |
| Platz  | Spieler             | Punkte |
| ------ | ------------------- | ------ |
| 1.     | André Lacroix       | 798    |
| 2.     | Marc Tardif         | 666    |
| 3.     | Bobby Hull          | 638    |
| 4.     | Serge Bernier       | 566    |
|        | Réal Cloutier       | 566    |
| 6.     | Robbie Ftorek       | 523    |
| 7.     | Gordie Howe         | 508    |
| 8.     | Christian Bordeleau | 504    |
|        | Mark Howe           | 504    |
| 10.    | Ulf Nilsson         | 484    |

| Spiele | Spiele          | Spiele |
| Platz  | Spieler         | Spiele |
| ------ | --------------- | ------ |
| 1.     | André Lacroix   | 551    |
| 2.     | Ron Plumb       | 549    |
| 3.     | Michel Parizeau | 519    |
| 4.     | Paul Shmyr      | 511    |
| 5.     | Mike Antonovich | 486    |

| Strafminuten | Strafminuten | Strafminuten |
| Platz        | Spieler      | Minuten      |
| ------------ | ------------ | ------------ |
| 1.           | Paul Baxter  | 962          |
| 2.           | Kim Clackson | 932          |
| 3.           | Cam Connor   | 904          |
| 4.           | Pierre Roy   | 864          |
| 5.           | Paul Shmyr   | 860          |

| Shutouts | Shutouts       | Shutouts |
| Platz    | Spieler        | Shutouts |
| -------- | -------------- | -------- |
| 1.       | Ernie Wakely   | 16       |
| 2.       | Gerry Cheevers | 14       |
| 3.       | John Garrett   | 14       |
| 4.       | Joe Daley      | 12       |
| 5.       | Ron Grahame    | 12       |